# Heterolaophonte norvegica
Heterolaophonte norvegica är en kräftdjursart som beskrevs av Drzycimski. Heterolaophonte norvegica ingår i släktet Heterolaophonte och familjen Laophontidae. Arten har ej påträffats i Sverige. Inga underarter finns listade i Catalogue of Life.